# 1921 v loďstvech
Tento článek obsahuje významné události v oblasti loďstev v roce 1921.

## Lodě vstoupivší do služby
- 21. července –  USS Maryland (BB-46) – bitevní loď třídy Colorado

- 1. listopadu –  HMS Durban (D99) – lehký křižník třídy Danae

- 20. prosince –  Jaime I – dreadnought třídy España